# Det korta 1900-talet
Det korta 1900-talet är en term myntad av den engelske historikern Eric Hobsbawm. Termen syftar till att komma runt problemet med epokers indelning i århundraden. Det korta 1900-talet börjar sålunda 1914 i och med första världskrigets utbrott och slutar 1991 då Sovjetunionen upphörde.

### Fotnoter
1. ↑  Dagens nyheter (2 januari 2014). ”Kriget som gav demokrati”. Dagens nyheter. http://www.dn.se/ledare/huvudledare/kriget-som-gav-demokrati/. Läst 24 september 2016.